# مسألة الأجسام المتعددة

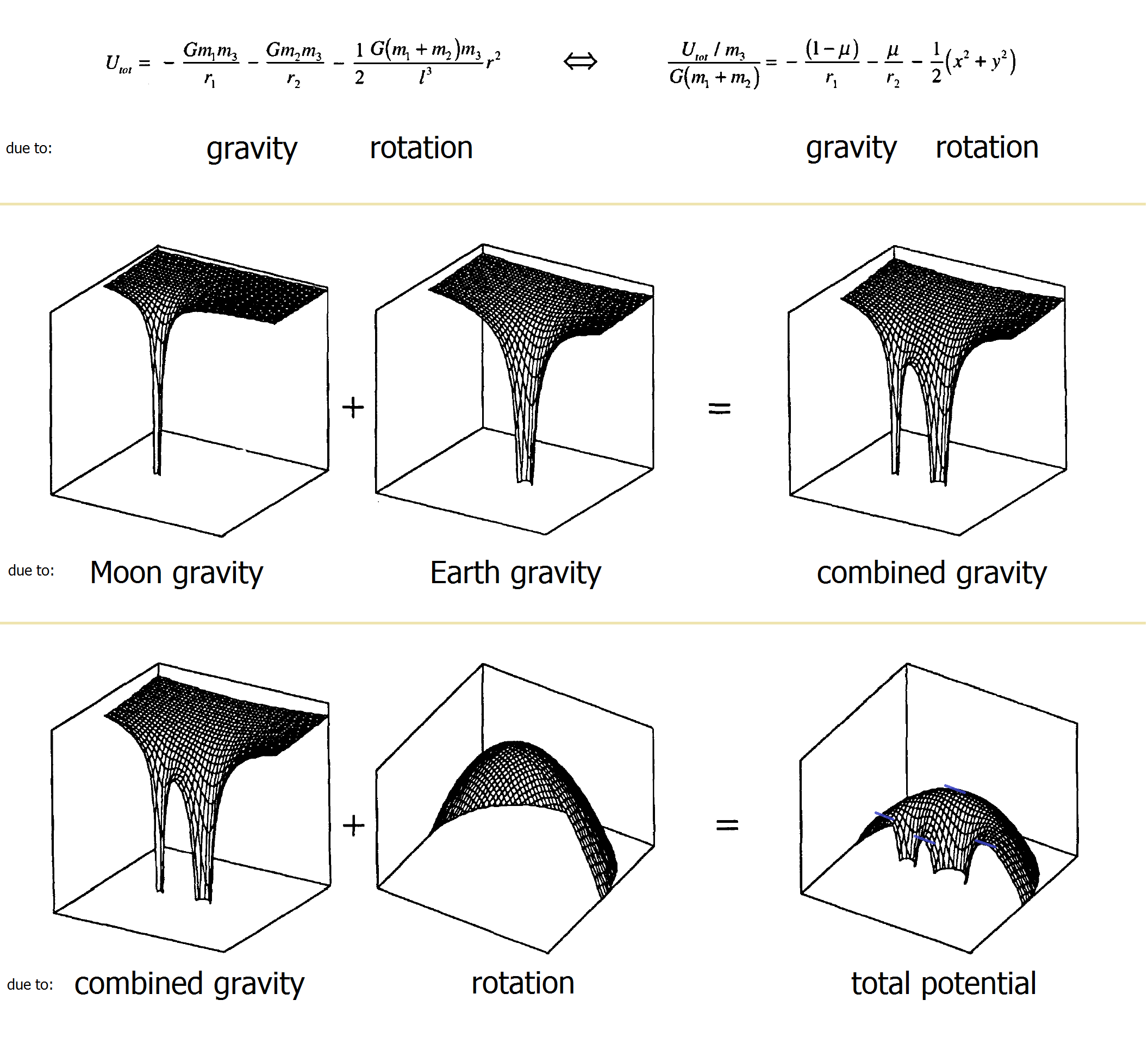
صورة توضح الطاقة الكامنة في مسألة الأجسام الثلاثة أحد فروع مسألة الأجسام المتعددة

تعد مسألة الأجسام المتعددة (بالإنجليزية: Many-body problem)‏ اسمًا عامًا لفئة واسعة من المشكلات الفيزيائية المتعلقة بخصائص الأنظمة المجهرية المكونة من العديد من الجسيمات المتفاعلة. يشار هنا إلى أنه يجب استخدام ميكانيكا الكم لتقديم وصف دقيق للنظام. يمكن أن يكون العديد في أي مكان من ثلاثة إلى ما لا نهاية (في حالة وجود نظام غير محدود عمليًا أو متجانس أو دوري، مثل البلور)، على الرغم من أنه يمكن معالجة أنظمة الجسم الثلاثة والأربعة بوسائل محددة (على التوالي معادلات فادييف وفادييف-ياكوبوفسكي) وبالتالي يتم تصنيفها في بعض الأحيان بشكل منفصل على أنها أنظمة قليلة الأجسام.
بشكل عام، في حين أن القوانين الفيزيائية الأساسية التي تحكم حركة كل جسيم على حدة قد تكون (أو قد لا تكون) بسيطة، فإن دراسة مجموعة الجسيمات يمكن أن تكون معقدة للغاية. في مثل هذا النظام الكمي، تخلق التفاعلات المتكررة بين الجسيمات ارتباطات كمومية، أو تشابكًا. نتيجة لذلك، فإن الدالة الموجية للنظام عبارة عن كائن معقد يحتوي على كمية كبيرة من المعلومات، مما يجعل الحسابات الدقيقة أو التحليلية غير عملية أو حتى مستحيلة.
يصبح هذا واضحًا بشكل خاص من خلال المقارنة مع الميكانيكا الكلاسيكية. تخيل جسيمًا واحدًا يمكن وصفه بالأعداد {\displaystyle k} (خذ على سبيل المثال جسيمًا حرًا موصوفًا من خلال متجه موقعه وسرعته، مما ينتج عنه {\displaystyle k=6}). في الميكانيكا الكلاسيكية، يمكن وصف الجسيمات ببساطة بأعداد {\displaystyle k\cdot n}. يتم قياس أبعاد نظام الأجسام المتعددة الكلاسيكي خطيًا مع عدد الجسيمات {\displaystyle n}.
ومع ذلك، في ميكانيكا الكم، يكون نظام الجسم المتعدد بشكل عام في تراكب مجموعات من حالات الجسيمات المفردة - يجب حساب جميع التوليفات المختلفة {\displaystyle k^{n}}. وبالتالي فإن أبعاد نظام الجسم الكمومي يتوسع بشكل كبير مع {\displaystyle n}، أسرع بكثير من الميكانيكا الكلاسيكية.
نظرًا لأن الاستهلاك العددي المطلوب ينمو بسرعة كبيرة، فإن محاكاة ديناميكيات أكثر من ثلاثة جسيمات ميكانيكا كمية أمر غير ممكن بالفعل للعديد من الأنظمة الفيزيائية. وهكذا، تعتمد الفيزياء النظرية للأجسام المتعددة غالبًا على مجموعة من التقريبات الخاصة بالمشكلة المطروحة، وتصنف ضمن أكثر مجالات العلوم كثافة من الناحية الحسابية.
في كثير من الحالات، قد تنشأ ظواهر لا تشبه كثيرا القوانين الأولية الأساسية.
تلعب مسألة الأجسام المتعددة دورًا رئيسيًا في فيزياء المواد المكثفة.

## أمثلة
- فيزياء المواد المكثفة (فيزياء الجوامد، مقياس نانومتري، موصلية فائقة)
- تكاثف بوز-أينشتاين وميوعة فائقة
- كيمياء الكم (كيمياء محوسبة، فيزياء جزيئية)
- فيزياء ذرية
- فيزياء جزيئية
- فيزياء نووية (هيكل النواة الذرية، تفاعل نووي، مادة نووية)
- ديناميكا لونية كمية (ديناميكا لونية كمية شبكية، مطيافية الهادرون، مادة كواركية، بلازما كوارك-غلوونية)